# Francisco de Frías y Jacott
Francisco de Frías y Jacott, IV comte de Pozos Dulces (L'Havana Cuba), 24 de setembre, 1809 - París, (França), 25 d'octubre, 1877) va ser un reformador agrari, periodista i important científic cubà.
És considerat una figura rellevant de l'agricultura cubana. Va dirigir el diari El Siglo, que va tenir una gran importància en la ciència i la política cubana. També va ser precursor de la independència de Cuba. Per Reial Carta de Successió en 1848, va ser IV i últim comte de Pozos Dulces, títol concedit el 24 de juny de 1790 per Carles IV al seu avi, Melcior Jacot i Ortiz-Rojano, el primer regent de la Reial Audiència de Lima, ministre togat del Consell d'Índies i cavaller de l'Ordre de Carles III.

## Biografia
Es va educar als Estats Units i es va distingir per les seves idees liberals i abolicionistes, per la qual cosa es va fer sospitós al Govern, que creia partidari de l'annexió de Cuba als Estats Units. Mentrestant, es va donar a conèixer per diverses ubicacions científiques i socials i va ser consiliari de la Junta de Foment.
Detingut algun temps al castell del Morro de la seva ciutat natal, va ser bandejat i va fixar la seva residència a París, des d'on va col·laborar en diversos diaris cubans, aprofitant, a més la seva permanència a França i després a Bèlgica, per estudiar els avenços de l'agricultura.
De tornada a Cuba, va fundar El Porvenir del Carmelo, i després contribuí a la fundació de El Siglo, diari abolicionista, la direcció del qual se encarrega ell, renunciant a lucratives destinacions per creure'ls incompatibles amb aquell. Des d'aquest diari va fer Frías y Jacott importants campanyes en pro de les reformes politico-administratives que demandava Cuba i el resultat de la qual va ser obrir una informació (29 de novembre de 1865) relativa al Govern de Cuba i Puerto Rico, anomenant-se una comissió, de la que va formar part Frías y Jacott i que va passar a Madrid el 1867 per exposar al Govern diferents punts de vista relacionats amb l'assumpte. No van ser ateses pel Govern espanyol les seves observacions, i el 1868 es va lliurar de ple a laborar per la causa de la independència de la seva pàtria. En 1869 va emigrar a París on va residir en endavant dedicat a les tasques periodístiques, col·laborant en els principals diaris de la seva pàtria i en molts de l'Amèrica del Sud i Central.
A més va publicar:
- Memoria sobre la industria pecuaria en la Isla de Cuba (1849);
- Informe sobre el Instituto de Investigaciones Químicas (1851);
- La cuestión de Cuba (París, 1859);
- La cuestión del trabajo agrícola y de la población de la Isla de Cuba, teórica y prácticamente examinada (París, 1860);
- Informe sobre el avenamiento de aguas; Memorias sobre la introducción de indios de América para trabajos agrícolas, i altres molts escrits que es distingeixen pel seu estil clar i castís i per la solidesa de fons.